# 林美里
林 美里（はやし みさと、1990年9月2日 - ）は、埼玉県出身のタレント・モデル。元所属事務所はJMO。

## 人物
- 趣味：音楽鑑賞、映画鑑賞[1]
- 特技：腕相撲、力仕事、ランニング[1]

## 出演

### TV
- 2014年 - 『う・ら・ら』（CC9ケーブルテレビ、3月31日[2] - 10月20日[3]）

### 雑誌・書籍
- 2014年 - ムック『Nikon Df WORLD』（日本カメラ社、日本カメラMOOK、ISBN 9784817943347）[1]
- 2014年 - フリーペーパー『rapora』2014年5月号（AIR DO）

### 広告
- 2014年 - 貝印[1]